# Terremoto de Cúcuta de 1875
El terremoto de Cúcuta de 1875 o Terremoto de los Andes fue un evento sísmico significativo que ocurrió el 18 de mayo de 1875 a las 11:15:11 a. m.. Las estimaciones sobre su magnitud han variado: algunos reportes indican una magnitud de 6.8 Mw, mientras que otras fuentes sugieren una magnitud de entre 7.5 y 8.5Mb. Según la infografía del Servicio Geológico Colombiano, el terremoto tuvo una magnitud de 7.5-8.5 Mb y su epicentro se localizó a una profundidad de 15 km. Su epicentro fue la ciudad colombiana de Cúcuta, afectando también a los municipios del Área Metropolitana de Cúcuta y al vecino estado venezolano de Táchira.
Este sismo resultó en la destrucción total de Cúcuta y municipios metropolitanos como Villa del Rosario, Los Patios, San Cayetano y El Zulia, además de pueblos venezolanos como San Antonio del Táchira, Ureña y Capacho. Causó graves daños en otras localidades colombianas como Ocaña y Pamplona, así como en ciudades venezolanas como San Cristóbal, La Mulera, Rubio, Michelena, La Grita y Colón. El terremoto fue sentido en ciudades lejanas como Bogotá y Caracas.
Los restos del Templo Histórico de Villa del Rosario, que colapsó durante el sismo, y las construcciones de la época, caracterizadas por su estilo colonial español con tejas de barro, muros de tapia y patios interiores, son testigos de la magnitud del desastre. Este evento marcó un punto de inflexión en la historia de la región, impulsando cambios significativos en la planificación urbana y la arquitectura local.

## Desarrollo

### Preámbulo del Desastre
En los días previos al terremoto, la ciudad de Cúcuta experimentó varias sacudidas sísmicas. El domingo 16 de mayo, un fuerte temblor agrietó las paredes de algunas casas. El lunes 17, dos temblores más fueron registrados, aumentando el temor entre los habitantes. Se reportaron ruidos subterráneos y una sensación general de inquietud en la mañana del martes 18

### El Día del Terremoto
El martes 18 de mayo de 1875, a las 11:15 a. m., un ruido subterráneo precedió al gran terremoto. La sacudida inicial fue seguida por una serie de movimientos de trepidación y oscilación que destruyeron la ciudad en minutos. Los edificios colapsaron como naipes, y una espesa nube de polvo cubrió la ciudad, dificultando la respiración de los supervivientes.

### Efectos Inmediatos
El terremoto dejó la ciudad en ruinas, con un panorama desolador de escombros y víctimas. Muchos sobrevivientes inicialmente no pudieron reconocerse entre sí debido al polvo y la desfiguración causada por el terror. La devastación fue tan completa que algunos creyeron haber llegado al fin del mundo.

### Reacciones y Secuelas
Después del terremoto, la ciudad experimentó saqueos y pillaje. Se reportaron robos a las cajas de hierro donde los residentes guardaban su dinero, exacerbando el caos. Esta situación duró varios días hasta la llegada de nuevas fuerzas militares para restablecer el orden.

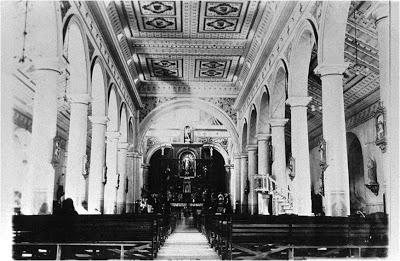
Catedral de San José de Cúcuta antes del terremoto de 1875, un símbolo arquitectónico y cultural de la ciudad, representativa de la época colonial

### Observaciones Previas
Antes del terremoto, se observaron signos premonitorios como la ausencia de aves posándose y la desaparición de aguas de varias quebradas y termales. Una mujer en Pamplona había predicho un cataclismo, y un ciego había advertido sobre el desastre, instando a su familia a refugiarse en un lugar seguro.

### Impacto en la Naturaleza
El sismo generó agrietamientos profundos en el suelo en Cúcuta y sus alrededores, e incluso en poblaciones venezolanas cercanas. Se reportaron grietas de hasta 2 a 3 metros de profundidad en zonas aledañas a los ríos Pamplonita y Táchira.

### Reconstrucción y Transformación
A pesar del desastre, las autoridades emprendieron un proceso de reconstrucción. Se asignaron fondos para la reconstrucción de la ciudad y se implementaron medidas de seguridad para evitar saqueos. La reconstrucción llevó a la modernización de Cúcuta, convirtiéndola en el epicentro urbanístico de lo que se convertiría en el Norte de Santander.

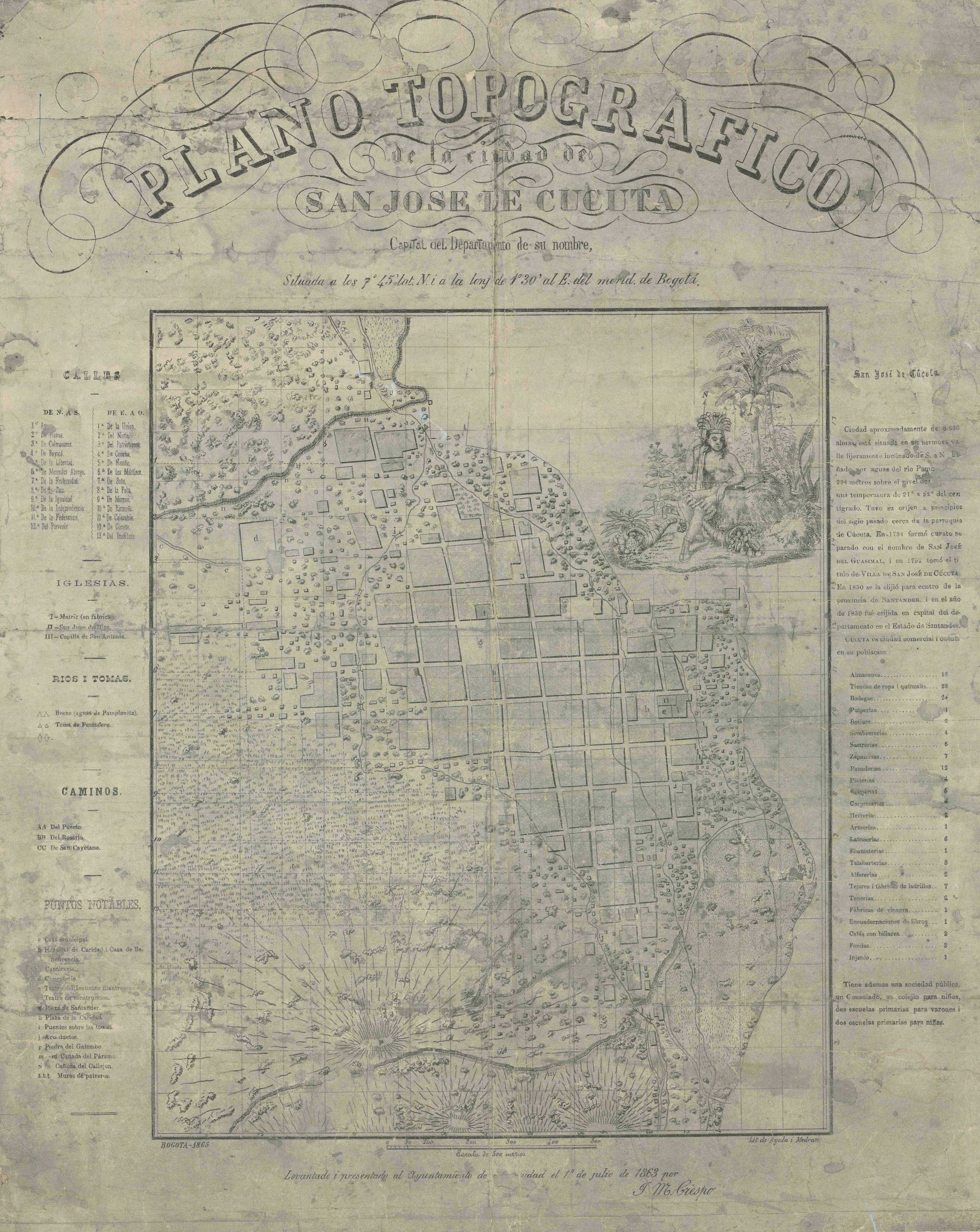
Mapa topográfico de San José de Cúcuta, 1863, realizado por J.M Crespo. Muestra la estructura urbana y características geográficas antes del terremoto de 1875. Incluye detalles de calles, edificaciones importantes y alusiones a los indígenas locales.

## Consecuencias

### Víctimas
En cuanto al número de víctimas, existe variabilidad en las estimaciones. Aunque algunas fuentes exageran el número hasta 3.000 víctimas, el conteo más fidedigno indica que en Cúcuta se recuperaron 461 cuerpos, siendo 253 hombres y 208 mujeres. Sin embargo, esta cifra no incluye a las víctimas de poblaciones vecinas en un radio de 80 km que también sufrieron graves daños. Otras fuentes, incluida la infografía del SGC, estiman el número de fallecidos entre 800 y 1.500 solo en Cúcuta.
Hubo fallecidos en poblaciones como la Villa del Rosario, San Luis, Arboledas, Salazar de Las Palmas, Gramalote, Bochalema y San Faustino en Colombia y de San Antonio, Ureña, Capacho, San Cristóbal, La Mulera, Rubio, Michelena, La Grita, Colón en Venezuela. A más de 100 km de distancia, como en Chinácota y más allá de Mérida, hubo grandes daños; además, fue sentido a gran distancia como en Bogotá y Caracas, donde fue sentido como un sismo de mediana intensidad que alarmó a sus pobladores.

### Geología
La magnitud del evento sísmico fue tal que afloraron aguas termales en los sitios actualmente conocidos como "Agua Hedionda", "El Tampaco" y "Aguas Calientes", caracterizadas por sus olores sulfurosos. Además, como consecuencia de la fractura de la roca, se generaron emanaciones de petróleo. La infografía del SGC complementa estos datos, señalando que el terremoto ocasionó agrietamientos profundos en los suelos de Cúcuta y sus alrededores, así como en poblaciones venezolanas cercanas como San Cristóbal, Colón y Ureña. Además, se reportaron grietas de entre 2 y 3 metros de profundidad en zonas aledañas a los ríos Pamplonita y Táchira, por las que brotaron aguas negras y fétidas.
Los cambios hidrológicos incluyeron la desaparición de algunas fuentes termales y el surgimiento de otras en las cercanías de Cúcuta, Villa del Rosario, San Antonio y Ureña. Estos fenómenos geológicos subrayan la magnitud del terremoto y su impacto en el entorno natural.

### Economía
Tras el terremoto, la economía local sufrió un colapso severo. Las primeras acciones de ayuda hacia los sobrevivientes incluyeron una carta del General José Antonio Baldó al presidente de Venezuela solicitando asistencia. El general venezolano Juan Bautista Araujo jugó un papel crucial en el rescate de víctimas y el control de los saqueos. La reina Victoria del Reino Unido contribuyó con 1000 libras esterlinas para la reconstrucción del hospital San Juan de Dios, que actualmente es la biblioteca Julio Pérez Ferrero.
El terremoto resultó en una pérdida económica total estimada en diez millones de pesos colombianos de la época. Según la infografía del SGC, el desastre no solo devastó estructuralmente a Cúcuta, sino que también afectó significativamente su desarrollo económico y comercial. Sin embargo, este evento también ofreció una oportunidad para la modernización y el crecimiento urbano de la ciudad. El terremoto, al provocar una reestructuración urbana en respuesta a la catástrofe, permitió una reorganización de la ciudad de Cúcuta que favoreció su expansión y adaptación a los requerimientos de la época, especialmente en términos de infraestructura y planificación urbanística.